# Dominique Boschero
Dominique Boschero (n. 27 aprilie 1934, Paris, Île-de-France, Franța) este o actriță de teatru și cinema franceză. Este sora actorului și producătorului de film Martial Boschero.

## Filmografie
- 1956 Mitsou, regia Jacqueline Audry
- 1956 La mariée est trop belle de Pierre Gaspard-Huit
- 1956 Club de femmes de Ralph Habib
- 1957 L'amour est en jeu de Marc Allégret
- 1957 Le rouge est mis de Gilles Grangier
- 1957 Printemps à Paris de Jean-Claude Roy
- 1957 Sénéchal le magnifique de Jean Boyer
- 1958 Sous la terreur (A Tale of Two Cities) de Ralph Thomas
- 1959 Des femmes disparaissent, regia Édouard Molinaro
- 1960 Le Cercle vicieux de Max Pécas
- 1960 Le Baron de l'écluse de Jean Delannoy
- 1960 Pantalaskas de Paul Paviot
- 1960 Les Starlettes (Le Ambiziose) d'Antonio Amendola
- 1960 Un Dollaro di fifa de Giorgio Simonelli
- 1961 I Magnifici tre de Giorgio Simonelli
- 1961 I Soliti rapinatori a Milano de Giulio Petroni
- 1962 Ulysse contre Hercule (Ulisse contro Ercole) de Mario Caiano
- 1962 La Flèche d'or (La Freccia d'oro) d'Antonio Margheriti
- 1962 Heißer Hafen Hongkong}} (Heißer Hafen Hongkong) de Jürgen Roland
- 1962 Canzoni a tempo di twist de Stefano Canzio
- 1962 Un dimanche d'été (Una domenica d'estate) de Giulio Petroni
- 1963 Gli Imbroglioni de Lucio Fulci
- 1963 Les Femmes des autres (La rimpatriata), regia Damiano Damiani
- 1963 La Mer à boire (Mare matto) de Renato Castellani
- 1964 Căutați idolul (Cherchez l'idole), regia Michel Boisrond
- 1964 Format:Secret of the Chinese Carnation (Das Geheimnis der chinesischen Nelke), regia Rudolf Zehetgruber
- 1964 Deux Têtes folles (Paris, When It Sizzles) de Richard Quine
- 1964 Frühstück mit dem Tod de Franz Antel
- 1964 I Marziani hanno dodici mani de Franco Castellano et Giuseppe Moccia
- 1964 I Maniaci de Lucio Fulci
- 1964 Un cœur plein et les poches vides (...e la donna creò l'uomo) de Camillo Mastrocinque
- 1965 L'Allumeuse (La donnaccia) de Silvio Siano
- 1965 Tonnerre sur Pékin (OSS 77 - Operazione fior di loto) de Bruno Paolinelli
- 1965 Les espions meurent à Beyrouth (Le Spie uccidono a Beirut) de Luciano Martino
- 1965 Con rispetto parlando (1965)
- 1965 Meurtre à l'italienne (Io uccido, tu uccidi) de Gianni Puccini
- 1965 Libido d'Ernesto Gastaldi et Vittorio Salerno
- 1965 Vivir al sol de Germán Lorente
- 1966 Spiaggia libera de Marino Girolami
- |1966 Duel dans le monde (Duello nel mondo) de Georges Combret și Luigi Scattini
- 1966 Le Retour des loups (Borman) de Bruno Paolinelli
- 1966 La mort paye en dollars (Furia a Marrakech) de Mino Loy și Luciano Martino
- 1966 Delitto d'amore de Juan de Orduña
- 1966 Mano di velluto d'Ettore Fecchi
- 1967 La Malédiction de Belphégor (La Mortale trappola di Belfagor) de Georges Combret și Jean Maley
- 1967 Le Feu de Dieu de Georges Combret
- 1967 Superman contre les robots - Argoman super diabolico (Come rubare la corona d'Inghilterra) de Sergio Grieco
- 1968 Franco, Ciccio e le vedove allegre de Marino Girolami
- 1968 Un colt et le diable (Anche nel west c'era una volta Dio) de Marino Girolami
- 1968 Un train pour Durango (Un treno per Durango) de Mario Caiano
- 1969 Contronatura d'Antonio Margheriti
- 1971 L'Iguane à la langue de feu (L'iguana dalla lingua di fuoco) de Riccardo Freda
- 1971 Il Vichingo venuto dal sud de Steno
- 1972 Gringo, les aigles creusent ta tombe (I Corvi ti scaveranno la fossa) de Juan Bosch Palau
- 1972 Il Sindacalista de Luciano Salce
- 1972 Qui l'a vue mourir ? (Chi l'ha vista morire?) d'Aldo Lado
- 1972 Toutes les couleurs du vice (Tutti i colori del buio) de Sergio Martino
- 1973 Il Prato macchiato di rosso de Riccardo Ghione
- 1973 Je suis une call-girl (1973)
- 1973 La Signora è stata violentata (1973)
- 1974 Péché véniel (Peccato veniale) de Salvatore Samperi
- 1975 Faccia di spia de Giuseppe Ferrara
- 1976 Tous les chemins mènent à l'homme de Jack Guy